# Konvice z Utahu

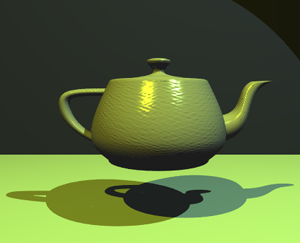
Newellova čajová konvice

Konvice z Utahu nebo také Newellova čajová konvice je 3D model, který se stal oblíbeným standardním testovacím modelem (a častým skrytým vtipem) mezi členy komunity 3D počítačové grafiky. Je to matematický model obyčejné konvice poměrně jednoduchého tvaru, který je možno přibližně matematicky popsat pomocí kruhů a elips.
Model konvice byl stvořen v roce 1975 jedním z průkopníků počítačové grafiky, Martinem Newellem, členem výzkumného týmu na univerzitě v Utahu.

## Historie
Model konvice vznikl jednoduše proto, že Martin Newell potřeboval určitý počítačový model pro svoji práci, ale žádný z existujících mu nevyhovoval. Sandra Newellová, jeho žena, navrhla, aby vytvořil model čajového servisu, protože zrovna seděli u čaje. Vzal papír a tužku a načrtl celý model od oka; později v laboratoři přepočítal nákres na souřadnice bodů a na paměťovou elektronku, opět pouze od oka. Navíc vytvořil modely lžičky a šálku s podšálkem, těm se ale nikdy nedostalo takové slávy.

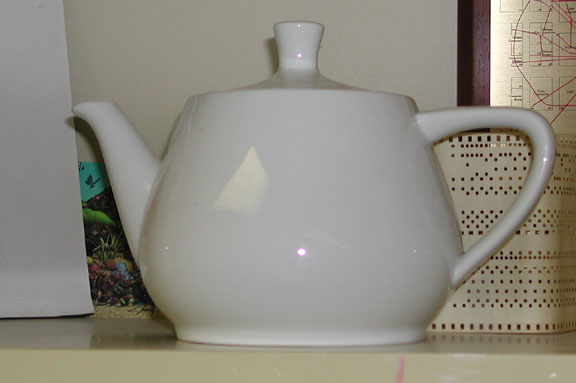
Skutečná konvice značky Melitta, digitalizovaná Martinem Newellem

Tvar konvice je ideální pro grafické experimenty své doby; je oblý, jsou v něm body zlomu, konkávní i konvexní místa na povrchu, má genus větší než 0 díky držadlu, může sám na sebe vrhat stín a sám sebe odrážet a navíc dobře vypadá.
Newell zpřístupnil matematická data popisující geometrii konvice (soustava třírozměrných souřadnic) ostatním a brzy začali další výzkumníci používat ten samý model pro své experimenty. Potřebovali zhruba to samé, co potřeboval Newell, když konvici tvořil, a proto si usnadnili práci tím, že použili jeho data, místo aby měřili a počítali geometrii jiných objektů. Dnes už technický vývoj dávno překonal dobu, kdy vygenerování obrázku konvice bylo vrcholem vědy, ale Newellova čajová konvice je stále oblíbeným objektem pro testování jakýchkoliv grafických technik.
Původní model nebyl nikdy zamýšlen k tomu, aby se na něj koukalo zespoda, a proto měla konvice místo dna díru. Pozdější verze konvice tento nedostatek opravily.
Skutečná konvice je výrazně vyšší než běžně používaný počítačový model, protože Newellův framebuffer nepočítal se čtvercovými pixely. Newellův kolega Jim Blinn snížil model aby tím vyrušil protažení; když byl později model používán v jiných systémech, snížení už zůstalo, a to v poměru 1/1,3.
Původní fyzická konvice byla zakoupena v ZCMI, obchodním centru v Salt Lake City v roce 1974. Byla darována Muzeu počítačů v Bostonu v roce 1984, kde byla vystavena do roku 1990. Nyní je v Muzeu počítačové historie v Kalifornii.
Různé verze modelu, nebo vzorové scény obsahující model, jsou dnes obsaženy (anebo zdarma k dostání) ve skoro každém programu pro 3D grafiku a dokonce mnoha grafických API prostředí. Například AutoCAD, Lightwave 3D, POV-Ray, 3D Studio MAX a API prostředí OpenGL a Direct3D. Software je často vybaven modelem konvice, stejně jako modelem koule, válce a krychle.
Martin Newell mluvil na prezentaci SigGraph na konci 80. let a zmínil, že ze všech věcí, které udělal jako výzkumný pracovník pro počítačovou 3D grafiku je jen jediná, pro kterou si ho bude svět pamatovat, a sice „ta zatracená konvice“.

## Výskyt
S příchodem prvních počítačových animací a celovečerních filmů se stalo velmi oblíbeným vtipem skrýt Newellovu konvici do jedné ze scén filmu. Například ve filmu Toy Story se konvice objevila v krátké scéně oslavy. Konvice se také někdy objevuje ve spořiči obrazovky „potrubí“ od Microsoftu. Konvice se objevila také v jednom z dílů seriálu Simpsonovi.
Jim Arvo a Dave Kirk (ve své publikaci „Fast Ray Tracing by Ray Classification“ z roku 1987) označili konvici za „šesté Platónské těleso“ a rozšířili tak sbírku starověkých Platónských těles (čtyřstěn, krychle, osmistěn, dvanáctistěn a dvacetistěn).
Jim Blinn dokázal zajímavost Pythagorovy věty: Sestavte (2D) konvici nad každou stranou pravoúhlého trojúhelníka a obsah konvice nad přeponou se bude rovnat součtu obsahů konvic nad oběma odvěsnami.[zdroj⁠?!]